# Leprosy
Leprosy je drugi studijski album američkog death metal-sastava Death. Album je 16. studenoga 1988. godine objavila diskografska kuća Combat Records. Jedini je album skupine na kojem je gitaru svirao Rick Rozz i prvi je na kojem se pojavio bubnjar Bill Andrews.

## O albumu
Prije snimanja albuma grupi su se pridružili gitarist Rick Rozz i bubnjar Bill Andrews, a napustio ju je Chris Reifert.
Album je snimljen u studiju Morrisound Recording u Tampi na Floridi u travnju 1988. godine. Nakon objave albuma grupi se pridružio basist Terry Butler, koji je naveden na albumu iako na njemu nije svirao. Rick Rozz napustio je sastav 1989. godine, a zamijenio ga je James Murphy, s kojim je sastav snimio album Spiritual Healing.
Leprosy je posljednji album sastava snimljen u stilu brutalnog death metala, a tekstovi pjesama, kao što je bio slučaj s prethodnim uratkom Scream Bloody Gore, govore o krvoproliću. Na sljedećim su albumima tekstovi introspektivniji u usporedbi s tekstovima na prvim dvama albumima. Leprosy je također jedan od prvih albuma na kojem je Scott Burns radio kao inženjer zvuka. Na sljedećim albumima skupine, ali i na uradcima Deicidea, Obituaryja, Sepulture i Cannibal Corpsea, Burns je bio producent.

## Obrade
Nizozemski melodični death metal sastav Callenish Circle snimio je obradu pjesme "Pull the Plug", koja je objavljena kao skladba na posebnoj inačici albuma Flesh Power Doninion, a engleski blackened death metal sastav Akercocke snimio je obradu pjesme "Leprosy". Norveški blackened death metal sastav Zyklon snimio je obradu pjesme "Pull the Plug", koja se pojavila kao dodatna skladba na albumu Aeon. Finski thrash metal sastav Mokoma snimio je obradu pjesme "Open Casket" na finskom jeziku pod imenom "Avoin Hauta" i objavio je na EP-u Vildes Vuodenaika. Američki sastav Revocation također je snimio obradu pjesme "Pull the Plug".
U death metal izdanju njemačkog časopisa Rock Hard Leprosy se pojavio na prvom mjestu popisa 25 najvažnijih death metal albuma. Deluxe izdanje albuma objavljeno je u travnju 2014. godine.

## Popis pjesama
Tekstovi: Chuck Schuldiner, glazba: Schuldiner i Rick Rozz, osim gdje je navedeno drugačije.
| 1. | »Leprosy«        | Schuldiner | 6:19 |
| 2. | »Born Dead«      |            | 3:25 |
| 3. | »Forgotten Past« |            | 4:13 |
| 4. | »Left to Die«    |            | 4:35 |

| Strana B | Strana B         | Strana B   | Strana B | Strana B | Strana B | Strana B | Strana B | Strana B | Strana B |
| Br.      | Skladba          | Skladatelj | Trajanje |          |          |          |          |          |          |
| -------- | ---------------- | ---------- | -------- | -------- | -------- | -------- | -------- | -------- | -------- |
| 5.       | »Pull the Plug«  | Schuldiner | 4:25     |          |          |          |          |          |          |
| 6.       | »Open Casket«    |            | 4:53     |          |          |          |          |          |          |
| 7.       | »Primitive Ways« | Rozz       | 4:20     |          |          |          |          |          |          |
| 8.       | »Choke on It«    |            | 5:54     |          |          |          |          |          |          |
| 38:04    |                  |            |          |          |          |          |          |          |          |

| Dodatne pjesme na digipak izdanju iz 2008. | Dodatne pjesme na digipak izdanju iz 2008. | Dodatne pjesme na digipak izdanju iz 2008. | Dodatne pjesme na digipak izdanju iz 2008. | Dodatne pjesme na digipak izdanju iz 2008. | Dodatne pjesme na digipak izdanju iz 2008. | Dodatne pjesme na digipak izdanju iz 2008. | Dodatne pjesme na digipak izdanju iz 2008. | Dodatne pjesme na digipak izdanju iz 2008. | Dodatne pjesme na digipak izdanju iz 2008. |
| Br.                                        | Skladba                                    | Trajanje                                   |                                            |                                            |                                            |                                            |                                            |                                            |                                            |
| ------------------------------------------ | ------------------------------------------ | ------------------------------------------ | ------------------------------------------ | ------------------------------------------ | ------------------------------------------ | ------------------------------------------ | ------------------------------------------ | ------------------------------------------ | ------------------------------------------ |
| 9.                                         | »Open Casket« (uživo)                      | 4:49                                       |                                            |                                            |                                            |                                            |                                            |                                            |                                            |
| 10.                                        | »Choke on It« (uživo)                      | 5:50                                       |                                            |                                            |                                            |                                            |                                            |                                            |                                            |
| 11.                                        | »Left to Die« (uživo)                      | 4:35                                       |                                            |                                            |                                            |                                            |                                            |                                            |                                            |
| 12.                                        | »Pull the Plug« (uživo)                    | 4:26                                       |                                            |                                            |                                            |                                            |                                            |                                            |                                            |
| 13.                                        | »Forgotten Past« (uživo)                   | 4:33                                       |                                            |                                            |                                            |                                            |                                            |                                            |                                            |
| 62:17                                      |                                            |                                            |                                            |                                            |                                            |                                            |                                            |                                            |                                            |

## Zasluge
Death
- Chuck Schuldiner – gitara, vokali, bas-gitara
- Bill Andrews – bubnjevi
- Rick Rozz – gitara
- Terry Butler – bio je naveden na albumu kao basist iako na njemu nije svirao

Ostalo osoblje
- Edward J. Repka – omot albuma
- Scott Burns – inženjer zvuka
- Michael Fuller – mastering
- J. B. Stapleton – fotografije (sastava)
- Frank White – fotografije (uživo)
- Dan Johnson – produkcija
- David Bett – umjetnički direktor